# کاترینی
شهر کاترینی در استان مقدونیه مرکزی در کشور یونان واقع شده است که دارای جمعیت ۵۴٬۷۳۵  نفر می‌باشد.